# Sint-Willibrorduskerk (Bergschenhoek)
De Sint-Willibrordkerk is een rooms-katholieke kerk in de plaats Bergschenhoek, in de Nederlandse provincie Zuid-Holland.
De Willibrordkerk verving een oudere kerk uit 1833 van P. Adams, die in 1911 werd gesloopt. Deze kerk werd in de 19e eeuw nog gebruikt als bedevaartskerk. De nieuwe kerk werd ontworpen door Albert Margry. Dit was een van de laatste kerken die hij ontwierp voor zijn dood in 1912. De Sint-Willibrordkerk werd in 1910 in gebruik genomen en, net als zijn voorganger, gewijd aan de heilige Willibrord. Het is een eenbeukige zaalkerk in neoromaanse stijl. Centraal boven de entree staat de klokkentoren. De kerk wordt overdekt door een houten tongewelf, waarvan de randen uitbundig zijn beschilderd.
In 2005 moest met een loterij en andere acties geld worden ingezameld om de wegzakkende kerktoren een nieuwe fundering te geven. In 2007 bleek na inspectie van de ruimte onder de kerkvloer dat de dragende betonnen binten leden aan betonrot. Wederom werden er door de parochie acties georganiseerd.
De kerk is in gebruik bij de Parochie Christus Koning en staat bekend onder de locatie St. Willibrord. In de tuin voor de pastorie staat een Heilig Hartbeeld van Albert Meertens.

Het orgel
De eerste viering in de huidige Willibrorduskerk (gebouwd in 1910) werd gehouden op vrijdagmorgen 16 december 1910 om 08:00. Aanvankelijk was het orgel nog niet aanwezig; het moest nog overgeplaatst worden uit de “oude” Willibrordus kerk, die nog links naast de nieuwe kerk stond!
In het voorjaar van 1911 wordt door de firma IJpma uit Alkmaar het orgel uit de oude kerk weer in elkaar gezet. Niemand is echter blij met het resultaat want het orgel staat er vreemd bij.. Architect Margry had al gewaarschuwd dat het orgel te groot was daar de ruimte boven te beperkt was. Het kwam daarmee dwars op de koorzolder te staan. De organist kon in deze opstelling wel gemakkelijk zonder spiegel de viering beneden in de gaten houden!
N.B. Tot aan de elektrificering van de windvoorziening van het orgel in 1928 zorgen orgeltrappers voor de benodigde “orgelwind”. Zij houden door op hefbomen te trappen de luchtbalgen in beweging die voor het orgel de gewenste luchtdruk in stand houden. In 1937 vraagt pastoor Th.J. van Beers aan het bisdom toestemming om een nieuw orgel te mogen aanschaffen. “Het orgel is versleten en staat er miserabel bij” zo schrijft hij. Het lukt pastoor van Beers om 4000 gulden bij elkaar te krijgen voor een nieuw orgel. (Ca. € 35.000 nu).
Het nieuwe orgel, het huidige kerkorgel, is in 1939 door de fa. Valckx & van Kouteren uit Rotterdam gemaakt van de bruikbare onderdelen van het oude orgel van Kam en van der Meulen uit 1856. Organist in 1939 (sinds de jaren ’20) is de heer C.J. Nunnink, het Hoofd der Pius X school op het dorp.
Het orgel heeft 2 manualen en een vrij pedaal. De dispositie is als volgt:
Pedaal: Subbas 16’, Fluitbas 8’, Koppel Ped. + I en Koppel Ped. + II
Onderklavier (Manuaal I): Prestant 8’, Bourdon 8’, Octaaf 4’, Quint 2 2/3’, Octaaf 2’, Cornet 5 st., Koppel I + II, Koppel I + II 16’
Bovenklavier Manuaal II: Vioolprestant 8’, Holpijp 8’, Viola di Gamba 8’, Roerfluit 4’, Gemshoorn 2’, Kromhoorn 8’, Koppel II + II 16’.
In 2023 is een actie gaan lopen om het kerkorgel te gaan restaureren. 2 blaasbalgen (zitten aan de achterzijde van het orgel, zij zorgen dat de lucht die nodig is voor het orgelwind in de pijpen ontstaat) zijn aan noodzakelijk onderhoud toe waardoor het orgel nu mankementen vertoond.

## Afbeeldingen

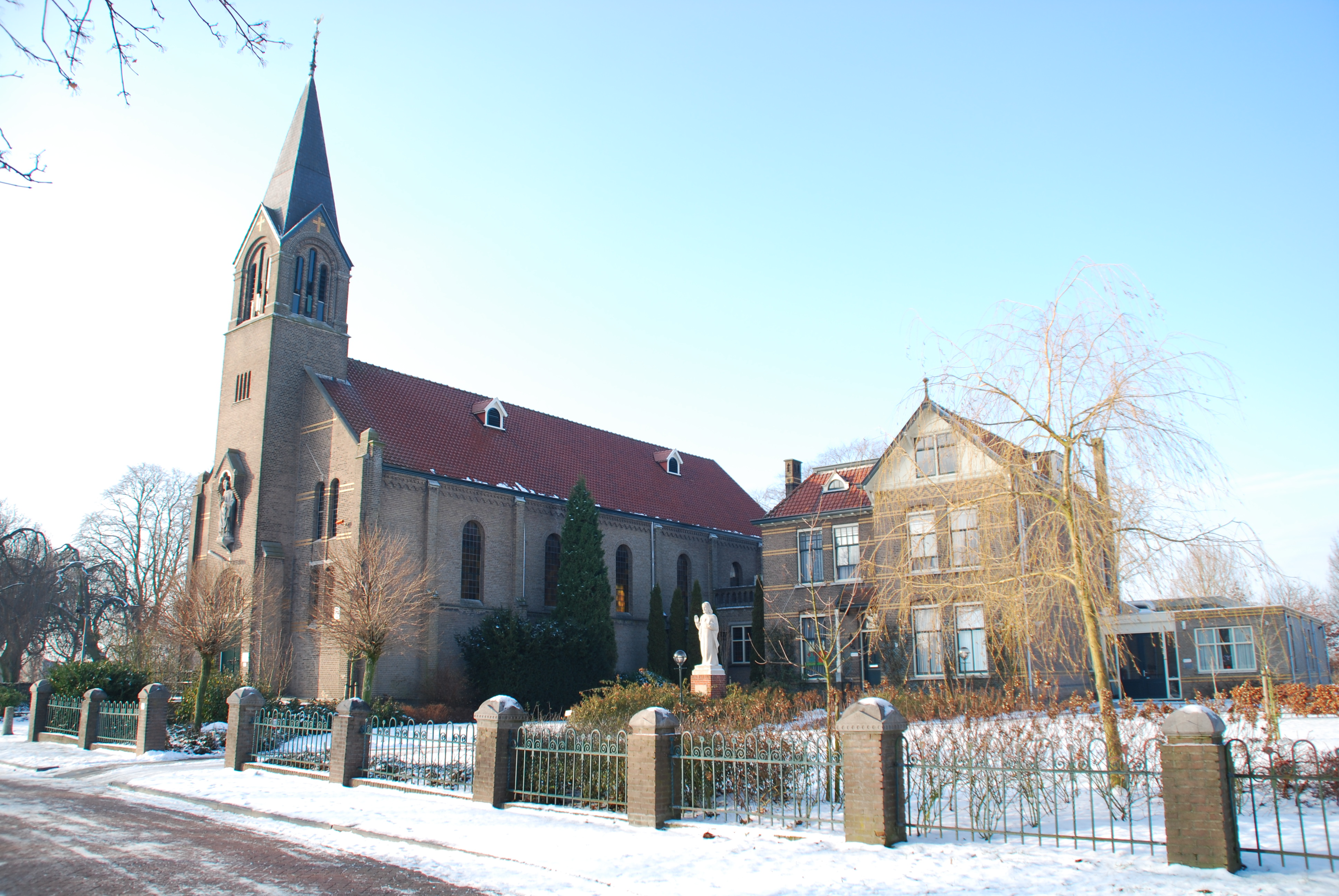
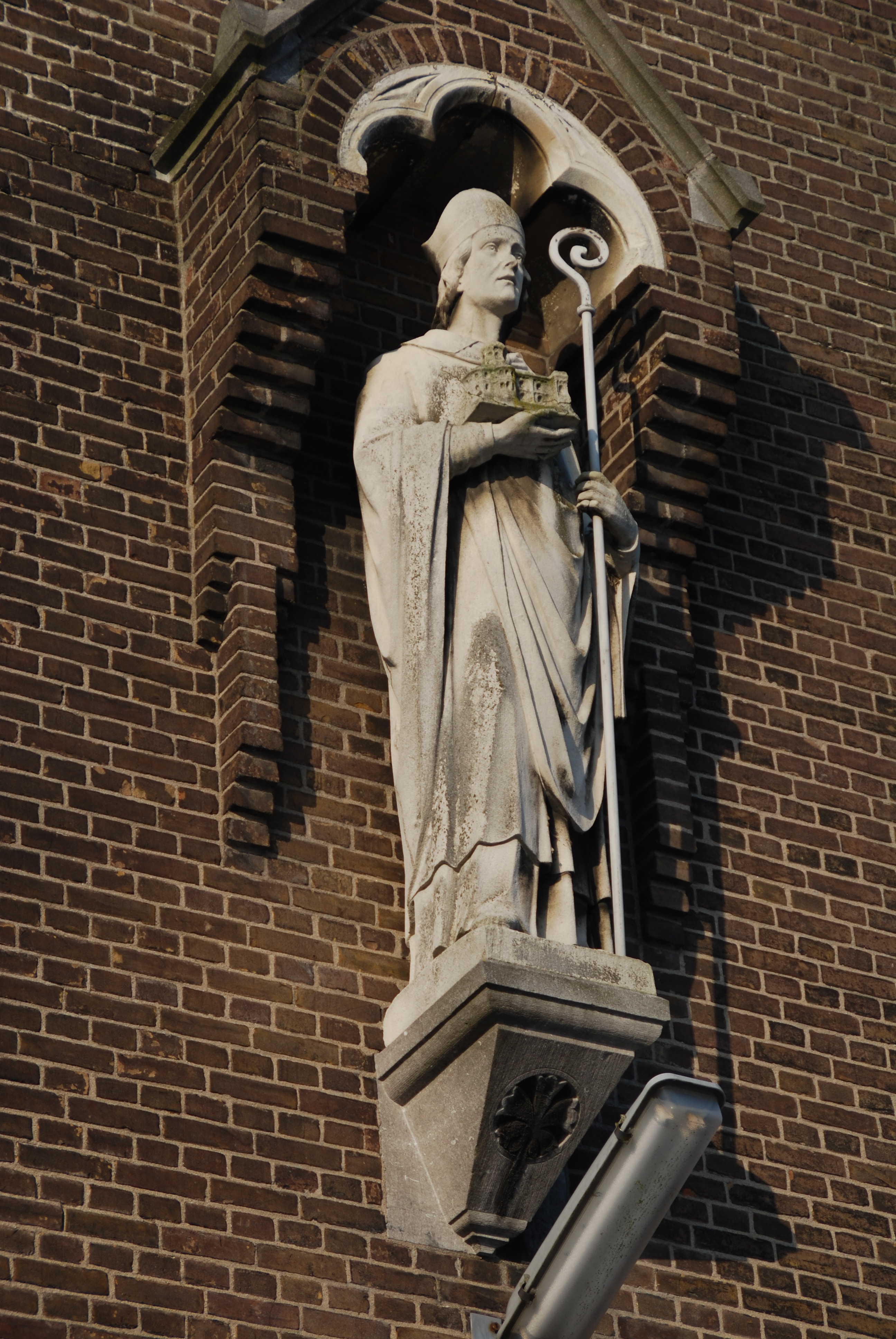
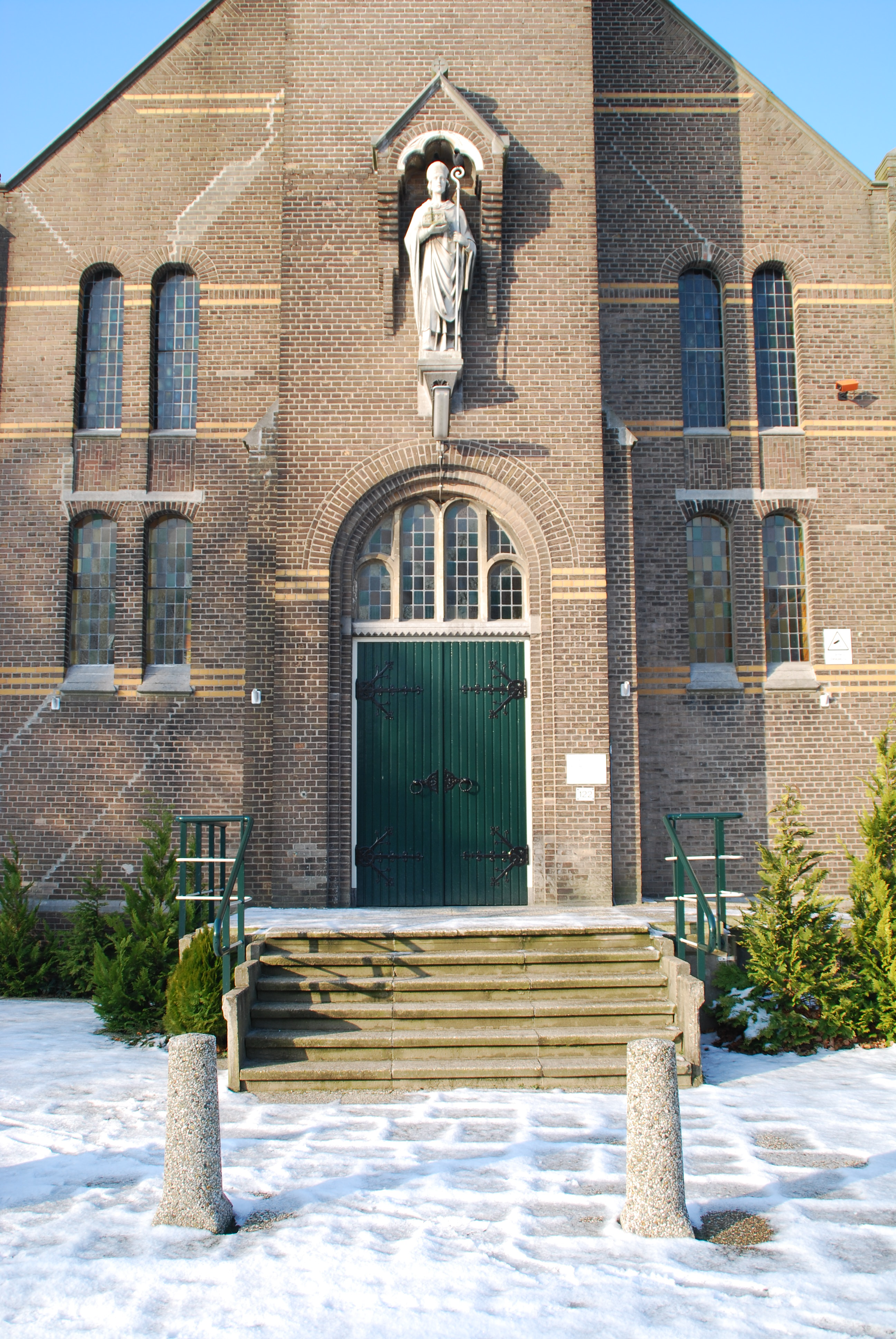